# Jakob Andreae
Pour les articles homonymes, voir Andreae.
Jakob Andreae, né le 25 mars 1528 à Waiblingen et mort le 7 janvier 1590, est un important théologien luthérien allemand.

## Biographie
Jakob Andreae étudie à l'université de Tübingen et y devient professeur de théologie en 1562. 
Il entame une correspondance avec le patriarche Jérémie II de Constantinople afin d'établir des relations entre les Églises luthérienne et orthodoxe.
Il est signataire en 1577 de la formula concordiae, et est l'auteur de près de 150 ouvrages.